# Norwegian Jewel (schip, 2005)
De Norwegian Jewel is een cruiseschip van Norwegian Cruise Line. De romp van de Jewel is beschilderd met een wervelende sterrenregen en felle kleuren, zoals paars, oranje, rood en geel. Behalve twee restaurants zijn er nog een tiental andere eetgelegenheden, van casual tot chic. Een nieuwigheid op het schip is de 'Bar City' waar een aantal bars bij elkaar zijn. In één ervan kunnen de passagiers kiezen uit 46 verschillende biersoorten en 23 single malts.
Het schip beschikt over 12 dekken. Op het schip zijn er 3 zwembaden aanwezig.